# Bathysa obovata
Bathysa obovata är en måreväxtart som beskrevs av Karl Moritz Schumann och Paul Carpenter Standley. Bathysa obovata ingår i släktet Bathysa och familjen måreväxter. Inga underarter finns listade i Catalogue of Life.